# Daron Rahlves
Daron Rahlves (Walnut Creek, 12 giugno 1973) è un ex sciatore alpino e sciatore freestyle statunitense, campione iridato nel supergigante a Sankt Anton am Arlberg 2001 e vincitore di dodici gare nella Coppa del Mondo di sci alpino.

## Biografia
Originario di Truckee e figlio di Dennis, campione del mondo di sci nautico, Rahlves iniziò a praticare sport durante l'infanzia, soprattutto sci alpino in inverno e sport nautici in estate. Nel 1993 vinse il titolo mondiale di moto d'acqua.

### Stagioni 1992-1998
Nello sci alpino debuttò in campo internazionale in occasione dei Mondiali juniores di Maribor nel 1992 e in Coppa del Mondo il 13 marzo 1994 a Whistler, classificandosi 62º in supergigante. Il 19 dicembre successivo colse a Lake Louise, nella medesima specialità, la sua prima vittoria, nonché primo podio, in Nor-Am Cup, mentre nel 1996 esordì ai Campionati mondiali: nella rassegna iridata della Sierra Nevada si classificò 22º nel supergigante e non completò lo slalom gigante.
L'anno dopo partecipò ai Mondiali di Sestriere, piazzandosi 31º nella discesa libera e non terminando il supergigante e lo slalom gigante, mentre nel 1998 esordì ai Giochi olimpici invernali: a Nagano 1998 fu 7º nel supergigante e 20º nello slalom gigante. Il 17 e 20 marzo dello stesso anno colse a Jackson Hole la sua ultima vittoria (in supergigante) e il suo ultimo podio (in discesa libera) in Nor-Am Cup.

### Stagioni 1999-2002
Ai Mondiali di Vail/Beaver Creek 1999 si piazzò 13º nel supergigante e non completò la discesa libera, mentre nella stagione seguente ottenne la prima vittoria, e primo podio, in Coppa del Mondo, nella discesa libera di Lillehammer Kvitfjell del 3 marzo 2000; il giorno dopo bissò il successo.
Ai Mondiali di Sankt Anton am Arlberg 2001 vinse la medaglia d'oro nel supergigante chiudendo davanti agli atleti di casa Stephan Eberharter e Hermann Maier; si piazzò inoltre 5º nella discesa libera e 19º nello slalom gigante. Ai XIX Giochi olimpici invernali di Salt Lake City 2002 fu 16º nella discesa libera e 8º nel supergigante.

### Stagioni 2003-2004
Nella stagione 2002-2003 fu per la prima volta costantemente ai vertici della Coppa del Mondo; ottenne 7 podi con 2 vittorie, colte nelle prestigiose discese libere della Stelvio di Bormio il 29 dicembre e della Streif di Kitzbühel il 25 gennaio, e chiuse l'annata al 6º posto nella classifica generale e al 2º in quella di discesa libera, sebbene staccato di 197 punti dal vincitore Eberharter. Ai Mondiali di Sankt Moritz fu invece 22º nel supergigante, 16º nello slalom gigante e non portò a termine la discesa libera.
Anche nella successiva stagione 2003-2004 primeggiò in Coppa del Mondo e colse nuovamente 7 podi, con 4 vittorie: tra queste spiccarono quelle nella discesa libera della Birds of Prey di Beaver Creek (5 dicembre), nel supergigante della Streifalm di Kitzbühel (il 23 gennaio) e nella discesa libera della Kandahar Banchetta di Sestriere il 10 marzo. Fu 5º nella classifica generale e 2º sia in quella di discesa libera (a 204 punti dal vincitore Maier), sia in Coppa del Mondo di supergigante (a 240 punti da Maier).

### Stagioni 2005-2006
Nella stagione 2004-2005 in Coppa del Mondo fu ancora 5º nella classifica generale, con 4 podi e una vittoria, mentre ai Mondiali di Bormio/Santa Caterina Valfurva, sua ultima presenza iridata, vinse la medaglia d'argento nella discesa libera, quella di bronzo nello slalom gigante e si classificò 10º nel supergigante.
Durante la sua ultima stagione agonistica nello sci alpino, 2005-2006, ottenne ancora 7 podi in Coppa del Mondo, con 3 vittorie in altrettante classiche della discesa libera: la Birds of Prey di Beaver Creek il 2 dicembre, la Stelvio di Bormio il 29 dicembre e la Lauberhorn di Wengen il 14 gennaio; in classifica generale fu 4º, suo miglior piazzamento in carriera. Al suo congedo olimpico, Torino 2006, si classificò 10º nella discesa libera, 9º nel supergigante e non concluse lo slalom gigante. In seguito a Åre ottenne l'ultimo podio in Coppa del Mondo, il 16 marzo, e disputò la sua ultima gara nel circuito, lo slalom gigante del giorno dopo in cui fu 6º. Terminò la sua carriera nello sci alpino vincendo, il 26 marzo a Sugarloaf, il titolo nazionale 2006 in supergigante.

### Stagioni 2008-2010
Dopo due anni di inattività, nel 2008 tornò a gareggiare, non più nello sci alpino ma nel freestyle (specialità ski cross); esordì in Coppa del Mondo il 2 febbraio a Deer Valley, classificandosi al 4º posto, e l'anno dopo partecipò ai Mondiali di Inawashiro, sua unica presenza iridata nella disciplina, piazzandosi 9º.
Il 5 gennaio 2010 a Sankt Johann in Tirol ottenne il suo unico podio nella Coppa del Mondo di freestyle (2º); in seguito prese parte ai XXI Giochi olimpici invernali di Vancouver 2010, classificandosi al 28º posto. La prova olimpica fu l'ultima gara della carriera sciistica di Rahlves.

## Palmarès

### Sci alpino

#### Mondiali
- 3 medaglie:
  - 1 oro (supergigante a Sankt Anton am Arlberg 2001)
  - 1 argento (discesa libera a Bormio/Santa Caterina Valfurva 2005)
  - 1 bronzo (slalom gigante a Bormio/Santa Caterina Valfurva 2005)

#### Coppa del Mondo
- Miglior piazzamento in classifica generale: 4º nel 2006
- 28 podi:
  - 12 vittorie (9 in discesa libera, 3 in supergigante)
  - 7 secondi posti
  - 9 terzi posti

##### Coppa del Mondo - vittorie
| Data             | Località              | Paese       | Specialità |
| ---------------- | --------------------- | ----------- | ---------- |
| 3 marzo 2000     | Lillehammer Kvitfjell | Norvegia    | DH         |
| 4 marzo 2000     | Lillehammer Kvitfjell | Norvegia    | DH         |
| 29 dicembre 2002 | Bormio                | Italia      | DH         |
| 25 gennaio 2003  | Kitzbühel             | Austria     | DH         |
| 5 dicembre 2003  | Vail                  | Stati Uniti | DH         |
| 23 gennaio 2004  | Kitzbühel             | Austria     | SG         |
| 7 marzo 2004     | Lillehammer Kvitfjell | Norvegia    | SG         |
| 10 marzo 2004    | Sestriere             | Italia      | DH         |
| 11 marzo 2005    | Lenzerheide           | Svizzera    | SG         |
| 2 dicembre 2005  | Beaver Creek          | Stati Uniti | DH         |
| 29 dicembre 2005 | Bormio                | Italia      | DH         |
| 14 gennaio 2006  | Wengen                | Svizzera    | DH         |

Legenda:

DH = discesa libera

SG = supergigante

#### Coppa del Mondo - gare a squadre
- 1 podio:
  - 1 secondo posto

#### Nor-Am Cup
- Vincitore della classifica di supergigante nel 1994 e nel 1995[senza fonte]
- 12 podi (dati dalla stagione 1994-1995):
  - 5 vittorie
  - 4 secondi posti
  - 3 terzi posti

##### Nor-Am Cup - vittorie
| Data             | Località     | Paese       | Specialità |
| ---------------- | ------------ | ----------- | ---------- |
| 19 dicembre 1994 | Lake Louise  | Canada      | SG         |
| 20 dicembre 1994 | Lake Louise  | Canada      | SG         |
| 10 febbraio 1994 | Whitefish    | Stati Uniti | SG         |
| 1º marzo 1995    | Vail         | Stati Uniti | GS         |
| 17 marzo 1998    | Jackson Hole | Stati Uniti | SG         |

Legenda:

SG = supergigante

GS = slalom gigante

#### Campionati statunitensi
- 16 medaglie (dati dalla stagione 1994-1995)[2]:
  - 7 ori (slalom gigante nel 1995; slalom gigante nel 1996; supergigante nel 2000; discesa libera nel 2001; supergigante nel 2004; supergigante nel 2005; supergigante nel 2006)
  - 4 argenti (supergigante nel 1996; discesa libera nel 1998; discesa libera nel 1999; discesa libera nel 2006)
  - 5 bronzi (slalom gigante nel 1998; supergigante nel 1999; slalom gigante nel 2000; supergigante nel 2001; discesa libera nel 2004)

### Freestyle

#### Coppa del Mondo
- Miglior piazzamento in classifica generale: 49º nel 2010
- Miglior piazzamento nella classifica di ski cross: 15º nel 2010
- 1 podio:
  - 1 secondo posto